# Cartagena Vice
Cartagena Vice es una película chilena del género de comedia y humor picaresco, estrenada en 1991 como una parodia de la serie de televisión estadounidense Miami Vice. Dirigida por Pedro Araya Paredes y protagonizada por Ernesto Belloni, conocido como Che Copete, la trama sigue a Huon Johnson, interpretado por Belloni, quien se une a un peculiar equipo policial llamado Cartagena Vice.

## Argumento
La historia se desarrolla en el balneario de Cartagena, situado en la zona central de Chile. En las décadas anteriores, el lugar era un destino exclusivo para la clase media-alta, pero con el paso del tiempo se ha convertido en un destino popular para las clases más humildes de Santiago, lo que ha atraído también a la criminalidad de la capital.
Huon Johnson, cuyo nombre es una parodia del término "huevón", es reclutado por El Capitán para formar parte del equipo Cartagena Vice. Su misión es mantener la seguridad en el bullicioso balneario y combatir a los criminales que lo infestan, todo ello mientras patrullan en un destartalado automóvil NSU Prinz 1000. Su principal objetivo es atrapar al Especial, el líder de la mafia local, apodado así por su falta de un brazo.
Acompañando a Huon Johnson está Autogol, un personaje flacucho y algo torpe, apodado así debido a que "lo hicieron sin querer". Juntos, este dúo poco convencional se enfrenta a una serie de delitos, desde una violación hasta el asesinato de un perro, con un desenlace sorprendente.

## Reparto
- Ernesto Belloni como Huon Johnson.
- Jimmy Gutti como "Autogol".
- Jaime Cuadra
- Raúl Escobar
- Óscar Gangas
- Eugenio Beltrán
- Jorge Lanza
- Mirto de Camino
- Juan Carlos Barría
- Helvecia Viera
- Olga Troncoso

## Curiosidades
- El título parodia a la entonces exitosa serie norteamericana Miami Vice, y el nombre de Wuon Johnson a uno de los protagonistas de la serie, Don Johnson, que encarnaba a James Sonny Crockett.
- En el programa Morandé con Compañía, los personajes principales regresarían para la sketch Donde Esta Micaela (parodia de la telenovela de Donde está Elisa de TVN).